# Болеславчик
Болесла́вчик (укр. Болеславчик) — село в Первомайском районе Николаевской области Украины.
Основано в 1294 году. Население по переписи 2001 года составляло 613 человек. Почтовый индекс — 55220. Телефонный код — 5161.

## Местный совет
55220, Николаевская обл., Первомайский р-н, с. Болеславчик, ул. Советская, 14